# Скофилд, Глен
Глен Скофилд (англ. Glen Schofield) — американский геймдизайнер, бывший глава игровых студий Visceral Games и Sledgehammer Games. Известен как создатель и продюсер игры Dead Space (2008).

## Карьера
Скофилд начал карьеру в разработке компьютерных игр в качестве художника и арт-директора студии Absolute Entertainment. После он перешёл в Crystal Dynamics, возглавив разработку игровых серий студии Gex и Legacy of Kain. Перейдя в EA Redwood Studios, он принял участие в разработке игр серии Lord of the Rings и From Russia with Love.
Известность Скофилд получил благодаря игре 2008 года Dead Space, в разработку которой он вложил много сил. Благодаря успеху среди игроков и критиков EA Redwood Studios, сменившая название на Visceral Games, сумела развить игру в полноценную медиафраншизу, включавшую в себя анимационные фильмы, книги и комиксы. Сама игра получила свыше 80 наград, включая Academy of Interactive Arts & Sciences и BAFTA. Также игра получила ремейк, который был создан командой EA Motive, но Скофилд в разработке не участвовал.
В 2009 году Скофилд покинул компанию и создал Sledgehammer Games, которую впоследствии приобрела Activision. Студия занималась разработкой игр серии Call of Duty.
В июне 2019 Скофилд перешёл в Krafton в качестве директора команды разработки Striking Distance Studios, занимающейся играми во вселенной PlayerUnknown's Battlegrounds. В состав вошли многие разработчики-ветераны Visceral Games и Sledgehammer Games, включая продюсера игр Dead Space Стива Папутсиса. В 2020 году студией была анонсирована игра The Callisto Protocol, заимствующая многие элементы Dead Space. В сентябре 2023 года было объявлено, что Скофилд уходит из Striking Distance Studios. В 2025 году он написал в LinkedIn, что, возможно, завершил карьеру руководителя игр из-за трудностей с поиском финансирования. Проект в жанре ужасов, который Скофилд 8 месяцев разрабатывал вместе со своей дочерью Николь, также уволенной из Striking Distance, остался нереализованным, не получив поддержки. Учитывая обстановку в индустрии, создание AAA-игр ему представляется «ещё очень далеко».

## Проекты
- Swamp Thing (1992)
- Street Fighter: The Movie (1995)
- Gex: Enter the Gecko (1998)
- Akuji the Heartless (1998)
- Knockout Kings (1998—2003)
- Gex 3: Deep Cover Gecko (1999)
- Mad Dash Racing (2001)
- Blood Omen 2: Legacy of Kain (2002)
- The Lord of the Rings: The Return of the King (2003)
- From Russia with Love (2005)
- Dead Space (2008)
- Call of Duty: Modern Warfare 3 (2011)
- Call of Duty: Advanced Warfare (2014)
- Call of Duty: WWII (2017)
- The Callisto Protocol (2022)